# Photina vitrea
Photina vitrea är en bönsyrseart som beskrevs av De Haan 1842. Photina vitrea ingår i släktet Photina och familjen Mantidae. Inga underarter finns listade i Catalogue of Life.